# Le Crozet
Le Crozet ist eine französische Gemeinde mit 240 Einwohnern (Stand: 1. Januar 2022) im Département Loire in der Region Auvergne-Rhône-Alpes. Sie gehört zum Arrondissement Roanne und zum Kanton Renaison.

## Geographie
Le Crozet liegt rund 22 Kilometer nordwestlich von Roanne im Weinbaugebiet Côte Roannaise, das sich an den Abhängen der Bergkette Monts de la Madeleine erstreckt. Umgeben wird Le Crozet von den Nachbargemeinden Saint-Martin-d’Estréaux im Norden und Westen, La Pacaudière im Osten, Changy im Südosten sowie Saint-Bonnet-des-Quarts im Süden.

## Bevölkerungsentwicklung
| Jahr                       | 1962 | 1968 | 1975 | 1982 | 1990 | 1999 | 2008 | 2017 |
| Einwohner                  | 357  | 336  | 285  | 290  | 292  | 295  | 290  | 272  |
| Quellen: Cassini und INSEE |      |      |      |      |      |      |      |      |

## Sehenswürdigkeiten

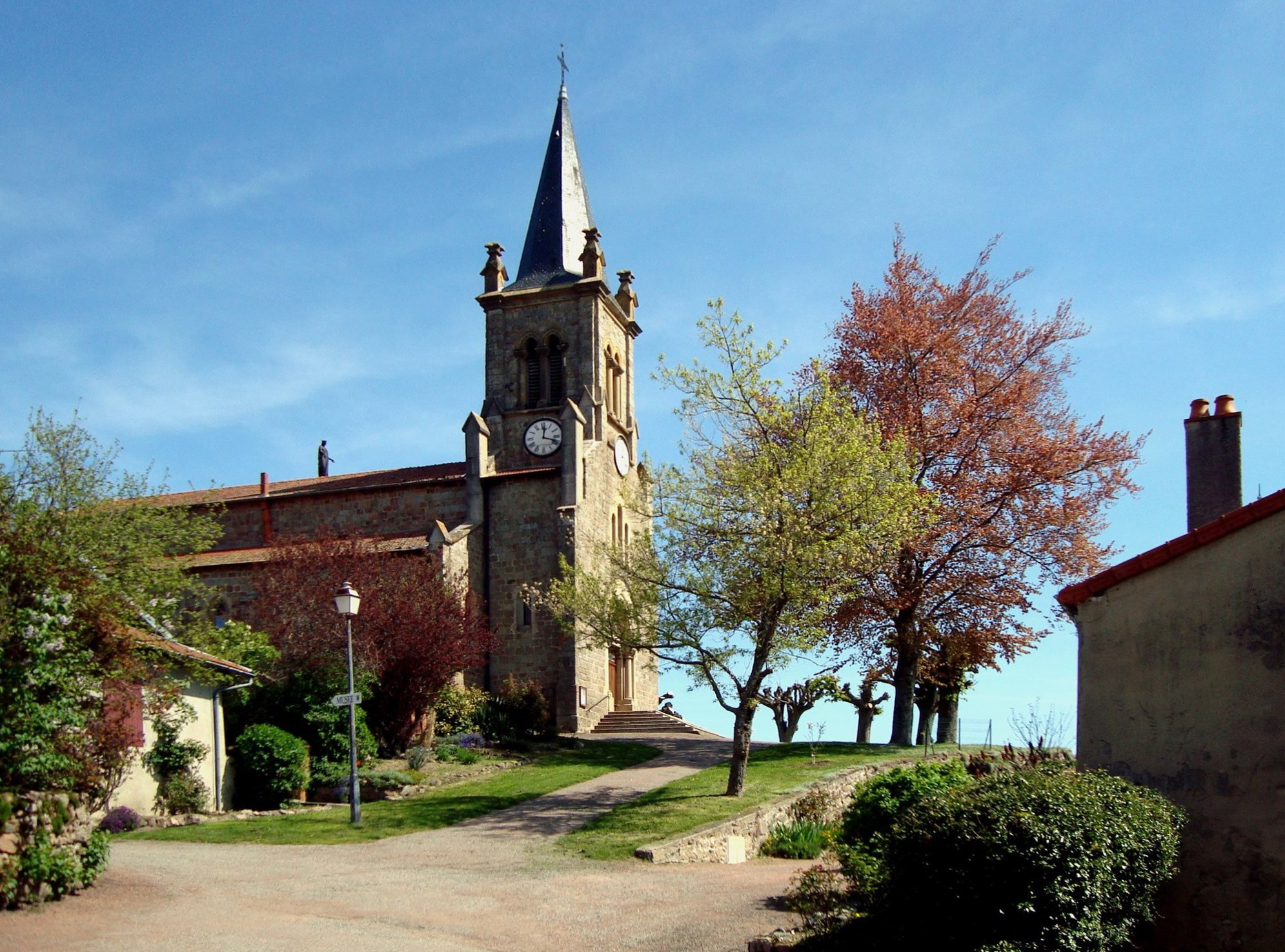
Kirche
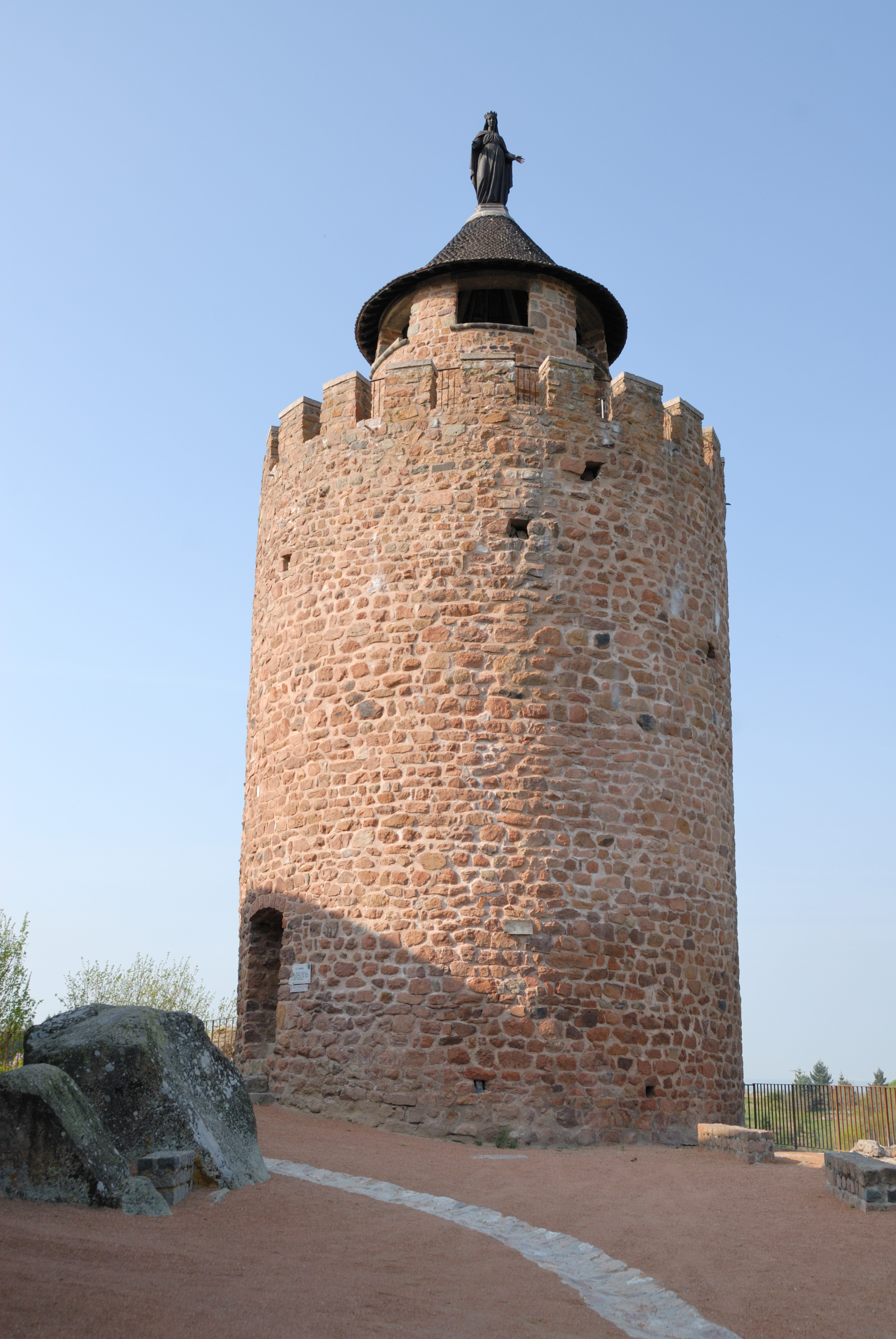
Donjon

- Donjon, Monument historique
- Ortsbefestigungen

- Kirche
- Donjon

## Persönlichkeiten
- Colin Dixon (* 1998), britischer Telemarker